# 杨振斌
杨振斌（1963年10月—），男，河北邯郸人，中华人民共和国政治人物。清华大学自动化系系统工程专业在职硕士研究生毕业，研究员。曾任厦门大学、吉林大学党委书记，现任上海交通大学党委书记。

## 生平
1981年，杨振斌考入清华大学自动化系工业自动化专业学习，期间于1983年1月加入中国共产党，1984年任清华大学学生会主席。1986年8月，毕业后的杨振斌留在清华大学团委工作，先后担任清华大学团委副书记、常务副书记；同时，他在职攻读研究生，获硕士学位。1992年，担任自动化系党委副书记。1995年，公派赴德国斯图加特大学进修。次年，回国后的杨振斌调入校科技处，历任副处长、常务副处长、科技开发部主任。2000年，升任清华大学党委学生部部长、武装部部长。2002年，再升任清华大学党委副书记。
2005年12月，杨振斌离开了工作三十年的清华大学，出任教育部思想政治工作司司长。2012年4月，他升任厦门大学党委书记，晋升副部级。2014年11月，调任吉林大学党委书记。2020年3月，任上海交通大学党委书记。